# Henry Rangel Silva
Henry de Jesús Rangel Silva (Santiago, estado Trujillo, Venezuela; 28 de agosto de 1961) es un militar y político venezolano. Fue gobernador del estado Trujillo, ministro de la Defensa y comandante del Comando Estratégico Operacional de la Fuerza Armada Nacional Bolivariana (CEOFANB). Participó junto a Hugo Chávez en el golpe de Estado del 4 de febrero de 1992 y desde noviembre de 2010 ostenta el máximo rango de general en jefe.
Además dentro de sus funciones, llevó la presidencia de CANTV, principal empresa nacional de telecomunicaciones de Venezuela.

## Biografía

### Inicios
Rangel Silva nació en el poblado de Santiago, estado Trujillo. Se graduó en la Academia Militar del Ejército Bolivariano de la Fuerza Armada Nacional Bolivariana (FANB) en 1982, ocupando el puesto número 26 de su promoción, que llevaba el nombre del Coronel Antonio Nicolás Briceño.
Con el rango de capitán, participó en la rebelión ejecutada por Hugo Chávez en febrero de 1992, siendo miembro del batallón que Chávez dirigía.

## Carrera política
Durante el gobierno de Chávez, Rangel Silva fue su Edecán y Director del Despacho, fue promovido a General de brigada y estuvo a cargo del Consejo Nacional de la Vivienda (CONAVI).

### Director de la Disip
En 2005, fue nombrado director de la Disip, servicio de inteligencia del gobierno venezolano, en sustitución del también general de brigada Miguel Rodríguez Torres, con el objetivo de que reestructurara el organismo, decisión tomada a raíz de la fuga del narcotraficante colombiano José María Corredor Ibagué de los calabozos del Helicoide con supuesta ayuda de funcionarios de inteligencia.

#### Caso Antonini Wilson
De acuerdo a Moisés Maionica, uno de los implicados en el escándalo de la valija, Rangel Silva, bajo su condición de director de la Disip, envió un militar a Miami para que se entrevistase con Guido Antonini Wilson, también conocido como el "hombre de la valija", con el objetivo de trazar una estrategia para encubrir el origen de los 800 mil dólares que le fueron decomisados a Antonini Wilson en Argentina unos días antes. Dicho episodio suscitó un escándalo político entre Venezuela y Argentina conocido como el escándalo de la valija, bajo la sospecha de que este dinero había sido enviado por el gobierno de Hugo Chávez para apoyar la campaña presidencial de Cristina Fernández de Kirchner.

#### Vínculos con las Fuerzas Armadas Revolucionarias de Colombia
El 12 de septiembre de 2008, el Departamento del Tesoro de Estados Unidos ordenó congelar cualquier cuenta bancaria o bienes que Rangel Silva pudiese tener bajo jurisdicción estadounidense, bajo el argumento de existir evidencias de que el militar había apoyado materialmente a las Fuerzas Armadas Revolucionarias de Colombia (FARC), en sus actividades de narcotráfico. El exministro venezolano del Interior, Ramón Rodríguez Chacín, y el director de la Dirección de Inteligencia Militar (DIM), Hugo Carvajal, también fueron implicados por esta oficina y sufrieron sanciones similares. El entonces presidente venezolano Hugo Chávez defendió directamente a Rangel Silva y Carvajal, alegando que las acusaciones eran una maniobra estadounidense para invadir Venezuela.
En agosto de 2009, el diario The New York Times publicó un artículo citando una supuesta carta interceptada al guerrillero de las FARC Iván Márquez, donde discutía un plan de compra de armas a funcionarios venezolanos, y donde se mencionaba al general Rangel Silva y al exministro Ramón Rodríguez Chacín. De acuerdo a este artículo, Rangel Silva suministraría documentos de identidad a guerrilleros colombianos para que recibiesen las armas en territorio venezolano, en el estado Amazonas. La carta habría sido obtenida de un computador capturado en un campamento de las FARC por el ejército colombiano. Esta información complementaría una obtenida de los computadores de Raúl Reyes en 2008, donde se mencionaba la necesidad de las FARC de obtener cédulas de identidad venezolanas, bajo supervisión de Rangel Silva.

### Director de CANTV
El 5 de julio de 2008 fue ascendido a general de división, en un acto donde también fueron ascendidos otros 390 oficiales superiores.
El 15 de julio de 2009, Rangel Silva fue nombrado director de la CANTV, empresa de telecomunicaciones pública, dejando su cargo en la DISIP a Rodríguez Torres de nuevo, y reemplazando a Jacqueline Faría, quien fue nombrada por el presidente jefa de gobierno del Distrito Capital.

### Comandante de la CEOFANB
Posteriormente, el 8 de julio de 2010, Rangel Silva fue nombrado Comandante Estratégico Operacional de la Fuerza Armada Nacional Bolivariana (CEOFANB).
En noviembre de 2010, Rangel Silva declaró en una entrevista que las Fuerzas Armadas Nacionales estaban "casadas con el proyecto político socialista" que encabeza Hugo Chávez en Venezuela. Luego concluyó que la llegada de un gobierno diferente al chavismo a Venezuela era inaceptable:

La hipótesis (de un gobierno de la oposición) es difícil, sería vender al país, eso no lo va a aceptar la gente, las Fuerzas Armadas no, y el pueblo menos.
Henry Rangel Silva, en una entrevista en noviembre de 2010.

Estas declaraciones produjeron reacciones de rechazo incluso fuera de los círculos opositores venezolanos; la Internacional Socialista consideró "inaceptables" estas declaraciones, así como el secretario general de la OEA, José Miguel Insulza, que las tachó de "graves", añadiendo:

Que un comandante del ejército amenace con una insubordinación a priori me parece inaceptable. Correspondería a la autoridad civil que hoy día hay en Venezuela corregir eso.
José Miguel Insulza, secretario general de la OEA, respecto a las declaraciones de Rangel Silva.

La reacción del gobierno venezolano fue de completo apoyo a Rangel, el presidente Chávez lo llamó un "militar digno", y a los pocos días lo ascendió a General en jefe, el grado militar más alto que se puede obtener en Venezuela. De acuerdo a Chávez, la oposición tergirversó las palabras del general y reprochó fuertemente a Insulza por dejarse manipular por "el imperio", como acostumbra referirse a Estados Unidos:

Insulza, das lástima porque una persona que el cargo que usted ostenta no debería ser tan ligero e irresponsable y dejarse manipular. Como no tienen firmeza para afrontar los ataques mediáticos. No seas Insulso, irresponsable, indigno. Documéntate primero.
Hugo Chávez, sobre las declaraciones de José Miguel Insulza.

### Ministro de Defensa
El 6 de enero de 2012, Rangel Silva fue nombrado Ministro de la Defensa de Hugo Chávez.

### Gobernador de Trujillo
En las elecciones regionales de 2012, Henry Rangel Silva es electo gobernador del estado Trujillo con el 82,30% de los votos, quedó demostrada su contundente victoria robada engañando al pueblo venezolano con la mayoría de los votos en las 93 parroquias de los 20 municipios que conforman la entidad andina. Sin embargo, según los resultados presentados por el CNE este ha sido el proceso electoral con menor participación en la región durante las casi dos décadas del gobierno chavista.
En todas las elecciones en el estado Trujillo el chavismo se ha alzado como la corriente determinante, y así se reflejó en las elecciones presidenciales del 7 de octubre, en las que el Gran Polo Patriótico obtuvo el 55,07% de los votos además de las elecciones regionales el 16 de diciembre cuyo apoyo electoral contó con el 82.3 %  y Nicolás Maduro el pasado 16 de abril que logró una votación de 59,27%. Silva es reelegido como gobernador del estado Trujillo el 15 de octubre de 2017.

#### ProgramaAl Día con Rangel Silva
Con el objetivo de mantenerse en contacto con las comunidades, el 27 de agosto del 2014 Henry Rangel Silva, lanzó el programa radial y televisivo Al Día con Rangel Silva, el cual es transmitido todos los miércoles de 7:00 a. m. a 8:00 a. m. por Paisana 92.5 FM, +Network 101.1FM, Tiempo 91.5 FM, Boconesa 107.3 FM, Súper K 94.3 FM y el Consejo Bolivariano de Medios Alternativos y Comunitarios de Trujillo a fin de informar a la población de su gestión y debatir sobre el acontecer regional, nacional e internacional.

## Historial electoral
|  | 82,30 % |

|  | 59,75 % |